# Parabarrovia
Parabarrovia is een geslacht van vlinders van de familie uilen (Noctuidae), uit de onderfamilie Noctuinae.

## Soorten
- P. keelei Gibson, 1920
- P. ogilviensis Lafontaine, 1988